# Ключки (Харьковская область)
Ключки (укр. Ключки) — село,
Циркуновский сельский совет,
Харьковский район,
Харьковская область.
Код КОАТУУ — 6325185003.
Село ликвидировано в 1999 году.
Село находилось на расстоянии в 1,5 км от сёл Бутенково, Новоалександровка и посёлка Момотово.